# Кайрбре Ліфехайр
Кайрбре Ліфехайр — (ірл. — Cairbre Lifechair) — Карьбре Ліфехарь мак Кормак, Улюбленець Ліффі — верховний король Ірландії. Час правління: 245–272 роки н. е. (згідно з хроніками Джеффрі Кітінга) або 267—284 роки н. е. (згідно з «Книгою Чотирьох Майстрів»).

## Походження
Детальніше див. — Кормак мак Арт.
Син верховного короля Ірландії Кормака мак Арта.

## Прихід до влади і правління

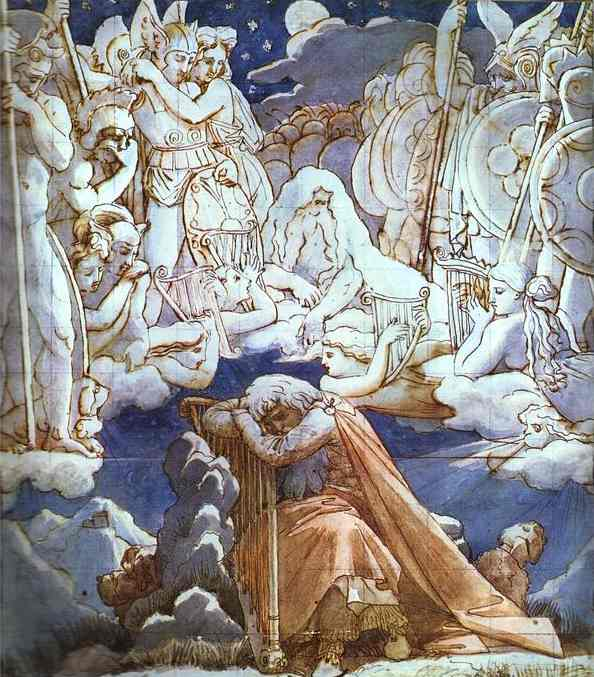
О́йсін (Оссіан) бачить уві сні свого батька Фі́нна (Фі́нгала) і його Фіа́́ну (фінни, фенії). Малюнок художника Жана Огюста Домініка Енгра

Вступив на трон після загибелі в битві попереднього верховного короля Ірландії — Еохайда Гонната. Під час свого правління вимагав платити традиційну важку данину «борома» худобою від васального королівства Лейнстер. Лейнстер, в якому тоді королем був Бресал Белах (ірл. — Bresal Belach) традиційно відмовився платити цю данину. Тоді Кайрбре Ліфехайр почав проти Лейнстера війну. Кайрбре Ліфехайр переміг військо Лейнстера в битві під Дубхомаром (ірл. — Dubchomar) і після цього ще кілька разів стягував данину борома з Лейнстеру без бою. Протягом свого 27 річного правління він зміцнював владу верховного короля Ірландії, але його роль в ірландській історії сприймається як ганебна, фатальна і негативна — саме він по суті знищив легендарних феніїв — захисників Ірландії, окремого військового стану, організації, що жила за своїми законами.

## Конфлікт з феніями і смерть
Кайрбре Ліфехайр герой чисельних легенд, історичних переказів, скел, особливо скел, так званого, «феніанського циклу». У час його правління діяли фенії — професійні воїни, що складали ніби окрему касту людей в давній Ірландії. Згідно зі скелою «Битва Гавре (Габхре)», Кайрбре Ліфехайр одружився з Айне (ірл. — Aine) — дочкою Фінна мак Кувалля (ірл. — Fionn mac Cumhaill). За його правління його сини Фіаха Сравьтіне (ірл. — Fiacha Sraibhtine) і Еохайд Доймлен (ірл. — Eochaid Doimlen) здійснили кровну помсту — вбили вождя племені дессі Енгуса Габюабьхеха (ірл. -Óengus Gaíbúaibthech) — Енгуса Спис з Ланцюжками, який покалічив короля Кормака, внаслідок чого той позбувся влади, по скалічений король не міг лишатися на троні згідно з давніми звичаями.
У скелі «Битва Гавра» говориться, що верховний король Кайрбре Ліфехайр прогнівався на Фінна і феніїв, вирішив, що забагато влади і впливу має ця організація воїнів в Ірландії. Скликав він представників різних земель і племен Ірландії і наказав їм «пригадати все зло яке вчинили проти них фенії, всі приниження і податки якими фенії їх обложили». І потім заявив: «Нехай я помру, але більше не буде так. Ірландія повинна бути вільна від феніїв». Потім зібрав військо і пішов на феніїв війною.
Але перед тим він запросив до себе одного з ватажків феніїв — Осгара. По дорозі до короля Осгар зустрів жінку з сідів, яка прала в річці закривавлений одяг. На запитання Осгара: «Чи переш ти цей одяг для мертвих?» Жінка відповіла: «Незабаром будуть кружляти над тобою круки на полі битви.» І пророчила, що судилось Осгару в тій битві вбити дев'ятсот воїнів і смертельно поранити короля. Король Кайрбре зустрів Осгара удавно привітно, влаштував бенкет, а потім запропонував Осгару помінятися списами, на що Осгар рішуче відмовив і покинув королівський палац. До феніїв прибув гонець короля, який повідомив, що король надалі відмовляється платити феніям за їх службу. Фенії і військо короля зійшлися в битві під Гавре (ірл. — Gabhra). На боці короля було військо королівств Коннахту, Уладу, а також вождь Голл мак Морна (ірл. -Goll mac Morna) і його прибічники. Феніїв підтримали королівство Мунстер та плем'я дессі. У битві загинули як ватажок фенів Осгар так і верховний король Ірландії Кайрбре Ліфехайр. Всіх загиблих урочисто поховали — ватажкам феніїв вирили могили які виривали тільки королям. Після цієї кровопролитної битви, в якій заганув весь цвіт ірландського воїнства військова організація феніїв занепала і незабаром останні фенії загинули. Останніми феніями були Кайлье мак Ронань (ірл. — Caílte mac Rónáin) і Ойсін мак Фінн (Oisín mac Fionn).